# Antonio Beteta
Antonio Germán Beteta Barreda est un homme politique espagnol membre du Parti populaire (PP), né le 28 mai 1955 à Madrid.
Il est député à l'Assemblée de Madrid de 1983 à 2000, puis entre 2003 et 2011. Porte-parole du groupe du PP de 1993 à 1995, puis entre 2003 et 2008, il exerce plusieurs responsabilités au sein du gouvernement de la communauté de Madrid, comme conseiller aux Finances entre 1995 et 2000, conseiller à l'Économie et aux Finances de 2008 à 2011, et conseiller aux Transports et aux Infrastructures en 2011.
Il siège au Sénat de 2003 à 2008, sur désignation de l'Assemblée de Madrid. Au sein de l'administration de l'État, il occupe le poste de secrétaire général de la Politique fiscale, territoriale et communautaire du ministère des Finances entre 2000 et 2003, puis de secrétaire d'État aux Administrations publiques de ce même ministère entre 2011 et 2016.